# Miss Jamaïque
Miss Jamaïque est un concours de beauté féminine, destiné aux jeunes femmes habitantes et de nationalité jamaïquaine.

## Miss Jamaica Universe
| Année | Nom                              | Age    | Taille | Placement                                                                                                 | 1re dauphine                | 2e dauphine          | Lieu de l'élection                          |
| ----- | -------------------------------- | ------ | ------ | --- | --------------------------- | -------------------- | ------------------------------------------- |
| 1988  | Leota Suah                       | 24 ans | 1,75 m | | Sandra Gayle                | Miles Rodri Quez     | National Arena                              |
| 1989  | Sandra Foster                    | 19 ans | 1,70 m | Top 10 à Miss Univers 1989, Top 5 à Miss Monde 1991, 3e dauphine à Miss Caribbean Queen Beauty Quest 1991 | Rene Menzies Mccallum Jules | Joanne Paxton        | Wyndham Kingston Jamaica                    |
| 1990  | Michelle Hall-Subaran            | 17 ans | 1,75 m | | Charmian Gammon             |                      | Wyndham Kingston Jamaica                    |
| 1991  | Kimberly Mais-Issa               |        | 1,72 m | Top 6 à Miss Univers 1991                                                                                 |                             |                      |                                             |
| 1992  | Bridgette Rhoden                 |        |        | |                             |                      |                                             |
| 1993  | Rachel Stuart (°1972-)           | 20 ans |        | Miss Caraïbes 1993                                                                                        |                             |                      |                                             |
| 1994  | Angelie Martin-Spencer           |        |        | |                             |                      |                                             |
| 1995  | Justine Willoughby               |        |        | |                             |                      |                                             |
| 1996  | Trudy Ferguson (°1975-†2017)     |        |        | |                             |                      |                                             |
| 1997  | Nadine Thomas                    |        |        | |                             |                      |                                             |
| 1998  | Shani McGraham                   |        |        | |                             |                      |                                             |
| 1999  | Nicole Haughton                  |        |        | Top 10 à Miss Univers 1999                                                                                |                             |                      |                                             |
| 2000  | Saphire Longmore                 |        |        | |                             |                      | Hilton Kingston Hotel                       |
| 2001  | Zahra Burton                     | 21 ans |        | |                             | Tricia Bennett       | Hilton Kingston Hotel                       |
| 2002  | Sanya Hughes (°1982-)            | 19 ans | 1,70 m | | Violet Chang                | Kayann Sunarth       | Hilton Kingston Hotel                       |
| 2003  | Michelle Lecky                   | 24 ans | 1,71 m | | Deborah Deer                | Sadiki Alexander     | Hilton Kingston Hotel                       |
| 2004  | Christine Straw,                 |        |        | Top 10 à Miss Monde 1998                                                                                  |                             |                      |                                             |
| 2005  | Raquel Wright                    |        |        | | Shemille Blake              | Carolyn Yapp         |                                             |
| 2006  | Cindy Wright (°1987-)            | 20 ans | 1,80 m | |                             |                      |                                             |
| 2007  | Zahra Redwood (°1985-)           | 25 ans | 1,72 m | | Sanique Vacciana            | Sydonie McBayne      | Hilton Kingston Hotel                       |
| 2008  | April Jackson (°1990-)           | 18 ans |        | Miss Jamaica UK 2006                                                                                      | Doneika Plowright           | Rebecca Silvera      | National Indoor Sports Centre               |
| 2009  | Carolyn Yapp                     | 25 ans | 1,75 m | | Fallon Harris               | Krystina Black       | The Refuge de Villa Ronai                   |
| 2010  | Yendi Phillips (°1985-)          | 24 ans | 1,78 m | 1re dauphine à Miss Univers 2010                                                                          | Chantel Davis               | Shari-Dee Barker     |                                             |
| 2011  | Shakira Martin (°1986-†2016)     | 25 ans | 1,73 m | | Kadyan Salmon               | Chantal Zaky         | National Indoor Sports Centre de Kingston   |
| 2012  | Chantal Zaky (°1988-)            | 24 ans | 1,76 m | | Racquel Jones               | Sherece Cowan        | National Indoor Sports Centre               |
| 2013  | Kerrie Simone Baylis (°1988-)    | 25 ans | 1,80 m | Miss Jamzone International Queen 2012                                                                     | Chantal Davis               | Salomie Campbell     | Jewel Dunn's River Beach Resort d'Ocho Rios |
| 2014  | Kaci Fenell (°1992-)             | 21 ans | 1,75 m | 4e dauphine à Miss Univers 2014                                                                           | Roshelle McKinley           | Kimar Muir           | Karl Hendrickson Auditorium                 |
| 2015  | Sharlene Rädlein (°1990-)        | 24 ans | 1,75 m | | Tasmin Golding              | Shana Simpson        | Jamaica Pegasus Hotel                       |
| 2016  | Isabel Dalley (°1996-)           | 18 ans | 1,73 m | | Krystal Pitt                | Renae Roye           | Jamaica Pegasus Hotel                       |
| 2017  | Davina Bennett (°1996-)          | 21 ans | 1,75 m | 2e dauphine à Miss Univers 2017                                                                           | Jennae Jackson              | Sara-Jade Kow        | Jamaica Pegasus Hotel                       |
| 2018  | Emily Maddison (°1999-)          | 19 ans | 1,73 m | Top 20 à Miss Univers 2018                                                                                | Kadejah Anderson            | Kayla Smith          | Jamaica Pegasus Hotel                       |
| 2019  | Iana Tickle Garcia (°2000-)      | 19 ans | 1,78 m | | Toni-Ann Lalor              | Siân Graham-Connolly | National Park de Kingston                   |
| 2020  | Miqueal-Symone Williams (°1997-) | 23 ans | 1,78 m | Top 10 | Abigail Pinnock             | Monique Thomas       | Bahia Principe Grand Jamaica Resort         |
| 2021  | Daena Soares (°1999-)            | 22 ans | 1,74 m | | Trishanie Weller            | Lauren Less          | Riu Montego Bay Hotel                       |
| 2022  | Toshami Calvin (°1996-)          | 26 ans | 1,77 m | | Rachel Silvera              | Shanique Singh       | AC Hotel Kingston                           |
| 2023  | Jordanne Lauren Levy (°2001-)    | 22 ans |        | Top 20 à Miss Univers 2023                                                                                | Robyn Lloyd                 | Deborah Gordon       | AC Hotel Kingston                           |
| 2024  | Rachel Silvera                   | 25 ans |        | | Sara-Jade Kow               | Keri-Ann Greenwood   | AC Hotel Kingston                           |
| 2025  | Gabrielle Henry                  | 29 ans |        | | Troy-Ann Anderson           | Matea Mahal          | AC Hotel Kingston                           |

## Pour Miss Monde
| Year      | Name                                                        |
| --------- | ----------------------------------------------------------- |
| 1963      | Carole Crawford - Miss World                                |
| 1976      | Cindy Breakspeare - Miss World                              |
| 1977      | Sandra Kong                                                 |
| 1978      | Joan McDonald                                               |
| 1979      | Debbie Campbell - 2nd runner-up                             |
| 1980      | Michelle Harris - Semi-Finalist                             |
| 1981      | Sandra Cunningham - 2nd runner-up                           |
| 1982      | Cornelia Parchment                                          |
| 1983      | Cathi Levy - 3rd runner-up                                  |
| 1984      | Jacqueline Crichton                                         |
| 1985      | Alison Barnett - 4th runner-up                              |
| 1986      | Lisa Mahfood                                                |
| 1987      | Janice Whittingham                                          |
| 1988      | Andrea Haynes                                               |
| 1989      | Natasha Marcanik                                            |
| 1990      | Erica Aquart - Semi-Finalist (Caribbean Queen of Beauty)    |
| 1991      | Sandra Foster - 3rd runner-up (Caribbean Queen of Beauty)   |
| 1992      | Julie Ann Bradford                                          |
| 1993      | Lisa Hanna - Miss World (Caribbean Queen of Beauty)         |
| 1994      | Johanna Ulett                                               |
| 1995      | Imani Duncan                                                |
| 1996      | Selena Delgado                                              |
| 1997      | Michell Moodie - Caribbean Queen of Beauty                  |
| 1998      | Christine Straw - Semi-Finalist (Caribbean Queen of Beauty) |
| 1999      | Desiree DePass - Caribbean Queen of Beauty                  |
| 2000      | Ayisha Richards                                             |
| 2001      | Regina Beavers                                              |
| 2002      | Danielle O'Hayon                                            |
| 2003      | Jade Fulford - Semi-Finalist (Caribbean Queen of Beauty)    |
| 2004      | Tonoya Toyloy                                               |
| 2005      | Terri-Karelle Griffith - Semi-Finalist                      |
| 2006      | Sara Lawrence - Finalist (Miss World Caribbean)             |
| 2007      | Yendi Phillips - Semi-Finalist                              |
| 2008      | Brittany Lyons                                              |
| 2009      | Kerrie Baylis                                               |
| 2010      | Chantal Raymond                                             |
| 2011      | Danielle Crosskill                                          |
| 2012      | Deanna Robins - 5th runner-up (Miss World Caribbean)        |
| 2013      | Gina Hargitay - Top 10 (Miss World Caribbean)               |
| 2014      | Laurie-Ann Chin                                             |
| 2015      | Sanneta Mirie - Top 5 (Miss World Caribbean)                |
| 2016      | Ashlie Victoria White Barrett                               |
| 2017      | Solange Sinclair - Top 10 ( Miss World Caribbean)           |
| 2018      | Kadidjah Robinson - Top 5 ( Miss World Caribbean)           |
| 2019-2020 | Toni-Ann Singh - Miss World                                 |
| 2021      | Khalia Hall                                                 |
| 2023      | Shanique Singh                                              |